# Xanthorhoe faeroensis
Xanthorhoe faeroensis är en fjärilsart som beskrevs av Wolff 1929. Xanthorhoe faeroensis ingår i släktet Xanthorhoe och familjen mätare. Inga underarter finns listade i Catalogue of Life.